# Дей, Стокуэлл
Стоквелл Дэй (англ. Stockwell Day; род. 16 августа 1950, Барри) — политический деятель Канады и член Консервативной партии Канады.

## Молодость
Стоквелл Дэй родился в городе Барри в провинции Онтарио. Первые годы жизни его семья часто переезжала с места на место. Так, в Оттаве Дэй посещал Эшбери колледж, после они переехали в Монреаль, где он закончил обучение в Вестмаунтской школе. С 1970 по 1971 год он посещал университет Виктории. Перед началом своей политической деятельности Дэй успел поработать аукционистом, лесорубом, подрядчиком, преподавателем христианства, евангельским пастором Ассамблей Бога.

## Политическая карьера
В 1986 году Дэй был избран в законодательное учреждение Альберта, впоследствии служил в различных периферийных офисах. В 1997 году стал заниматься налоговыми вопросами. В 2000 году молодой и решительный Стоквелл одержал победу, стал главой правой партии Канадский альянс, а также лидером оппозиции.
Вскоре он был избран в парламент Канады. Партия Альянс оказалась неудачной, попытка одолеть либералов на выборах 2000 года не удалась. В декабре 2001 года Дэй ушёл с поста главы партии.
В 2006 году Дэй стал министром общественной безопасности в правительстве консерваторов. 30 октября 2008 года он был назначен министром международной торговли консервативного правительства. Он также является министром Азиатско-Тихоокеанским региона. 19 января 2010 года Стивен Харпер назначил Дэя Председателем Казначейства.
12 марта 2011 года Дэй заявил, что не будет добиваться своего переизбрания на федеральных выборах 2011 года.